# Jenő Janovics
Jenő Janovics (Ungvár, Áustria-Hungria (atual Uzhhorod, Ucrânia), 8 de dezembro de 1872 - Kolozsvár, Hungria (atual Cluj-Napoca, Romênia), 16 de novembro de 1945) foi um cineasta, roteirista e ator hungaro da época do cinema mudo. Dirigiu 33 filmes e escreveu 30 roteiros entre 1913 e 1920.

## Filmografia

### Diretor
1. A Két árva (1920)
2. Din Grozaviile lumii (1920)
3. A Feleség (1918)
4. A Medikus (1918)
5. Andor (1918)
6. A Névtelen asszony (1918)
7. Asszonyi eskü (1918)
8. A Szerelem haláltusája (1918)
9. A Szerzetes (1918)
10. A Vadorzó (1918)
11. Baccarat (1918)
12. Falusi madonna (1918)
13. Hotel Imperial (1918)
14. Lila test, sárga sapka (1918)
15. Palika (1918)
16. Sarah grófnö (1918)
17. Sergius Panin (1918)
18. A Megbélyegzett (1917)
19. A Vasgyáros (1917)
20. Az utolsó éjszaka (1917)
21. A Tanítónö (1917)
22. Ciklámen (1917)
23. Csaplárosné (1917)
24. Méltóságos rabasszony (1916)
25. A Dolovai nábob leánya (1916)
26. A Gyónás szentsége (1916)
27. A Peleskei nótárius (1916)
28. Ártatlan vagyok! (1916)
29. Petöfi dalciklus (1916)
30. Vergödö szívek (1916)
31. Leányfurfang (1915)
32. Liliomfi (1915)
33. A Dollárkirálynö leánya (1913)

### Roteirista
1. A Feleség (1918) (escritor)
2. A Gyurkovics leányok (1918) (escritor)
3. Andor (1918) (escritor)
4. A Névtelen asszony (1918) (escritor)
5. A Szerelem haláltusája (1918) (escritor)
6. A Szerzetes (1918) (escritor)
7. Baccarat (1918) (escritor)
8. Falusi madonna (1918) (escritor)
9. Lila test, sárga sapka (1918) (escritor)
10. Sarah grófnö (1918) (escritor)
11. Sergius Panin (1918) (escritor)
12. Tisztítótüz (1918) (escritor)
13. A Vasgyáros (1917) (escritor)
14. Az utolsó éjszaka (1917) (escritor)
15. A Vén bakancsos és fia, a huszár (1917) (escritor)
16. Ciklámen (1917) (escritor)
17. Méltóságos rabasszony (1916) (escritor)
18. A Dolovai nábob leánya (1916) (escritor)
19. A Gyónás szentsége (1916) (escritor)
20. A Peleskei nótárius (1916) (escritor)
21. Petöfi dalciklus (1916) (escritor)
22. Vergödö szívek (1916) (escritor)
23. A tolonc (1915) (escritor)
24. Éjféli találkozás (1915) (escritor)
25. Havasi Magdolna (1915) (escritor)
26. Liliomfi (1915) (escritor)
27. A kölcsönkért csecsemök (1914) (escritor)
28. Bánk Bán (1914) (escritor)
29. A Dollárkirálynö leánya (1913) (escritor)
30. Sárga csikó (1913) (escritor) (como Csepreghy Ferenc)

### Ator
1. Mesék az írógépröl (1916) (como Janovics Jenõ) .... Bankvezér
2. A Dolovai nábob leánya (1916) .... Baron Merlin
3. A Gyónás szentsége (1916) .... The priest
4. A Kormányzó (1915)
5. Jó éjt, Muki! (1915)
6. Bánk Bán (1914) .... Biberach